# Густав Ф. Тушар
Густав Ф. Тушар (англ. Gustave F. Touchard; 11 січня 1888 — 5 вересня 1918) — колишній американський тенісист.
Досяг 4-го місця в одиночному рейтингу США.
Здобув 18 одиночних титулів.
Перемагав на турнірах Великого шолома в парному розряді.

### Часова шкала результатів на турнірах Великого шлему
| W | Ф | ПФ | ЧФ | #Р | КТ | К# | DNQ | A | NH |

| Список переможців турнірів Великого шлема серед чоловіків в одиночному розряді |    |    |     |    |     |    |    |
| Відкритий чемпіонат Австралії з тенісу                                         |    |    |     |    |     |    |    |
| Вімблдонський турнір                                                           |    |    |     |    |     |    |    |
| Відкритий чемпіонат США з тенісу                                               | ЧФ | ПФ | К1р | ПФ | К1р | 1р | ЧФ |

### Фінали турнірів Великого шолома

#### Парний розряд (1 перемога)
| Результат | Рік  | Турнір        | Покриття | Партнер          | Суперники                    | Рахунок              |
| --------- | ---- | ------------- | -------- | ---------------- | ---------------------------- | -------------------- |
| Перемога  | 1911 | Чемпіонат США | Трава    | Реймонд Д. Літтл | Фред Александер Гаролд Гакет | 7–5, 13–15, 6–2, 6–4 |